# Tekuté písky
Tekuté písky (variace v a moll) je název alba Karla Kryla, které v Československu vydala v roce 1990 firma Bonton. Žánr alba lze označit jako folk.
Text titulní písně je variací na Seifertovu Svatební píseň.

## Seznam písní
1. Tekuté písky
2. Ignác
3. Dvacet
4. Ukolébavka
5. Irena
6. Vůně
7. Blátivá stráň
8. Kyselý sníh
9. Září
10. Sametové jaro